# ハロルド・オーキュスト

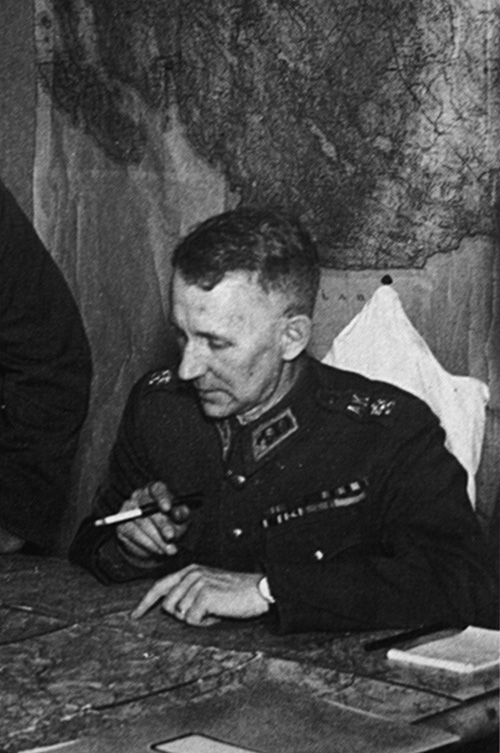

ハロルド・オーキュスト（Harald Öhquist；1891年 - 1971年）は、フィンランドの軍人。中将。

## 経歴
1915年、第27プロシア猟兵大隊に入隊し、ドイツ軍側で第一次世界大戦に従軍。
1918年の初め、フィンランドに帰国し、フィンランド軍の創設に参加。フィンランド内戦に従軍。1925年にスウェーデンの軍事アカデミーを卒業。1925年～1933年、第2師団長、1933年から軍団長。1937年の夏、ドイツに派遣。
冬戦争時、カレリア地峡軍編成下の第2軍団を指揮。1939年12月、ソ連軍の攻勢を受け止め、後に逆襲に転じた。1940年2月1日、ソ連第7及び第13軍が第2軍団陣地を攻撃したが、30時間の戦闘の後に退却した。2月13日～18日の戦闘において、第2軍団は撃破され、第2防衛線に退却せざるを得なかった。1940年～1941年、訓練総監となり、対ソ戦の準備を指導した。
1941年7月から1942年1月まで在ドイツ国防軍最高司令部フィンランド軍総司令官代表を務め、ドイツ軍とフィンランド軍の行動の調整を担当した。オーキュストは、ドイツとの協力の支持者であったが、フィンランド軍が大規模な作戦に巻き込まれないようにあらゆる努力を払った。1942年～1944年、カレリア地峡軍司令官。
1944年～1951年、訓練総監。1950年にヘルシンキ大学の名誉博士号を授与された。1951年に退役した。